# Scopula fuscescens
Scopula fuscescens là một loài bướm đêm trong họ Geometridae.